# ألان سايمور
ألان سايمور (بالإنجليزية: Alan Seymour)‏ هو كاتب سيناريو وكاتب وكاتب مسرحي أسترالي، ولد في 6 يونيو 1927 في برث في أستراليا، وتوفي في 23 مارس 2015 في سيدني في أستراليا.

## وصلات خارجية
- ألان سايمور على موقع IMDb (الإنجليزية)
- ألان سايمور على موقع ألو سيني (الفرنسية)
- ألان سايمور على موقع أول موفي (الإنجليزية)
- ألان سايمور على موقع قاعدة بيانات الأفلام السويدية (السويدية)
- ألان سايمور على موقع قاعدة بيانات الفيلم (الإنجليزية)
- ألان سايمور على موقع كينوبويسك (الروسية)